# メルセデス・ベンツ・OM656エンジン

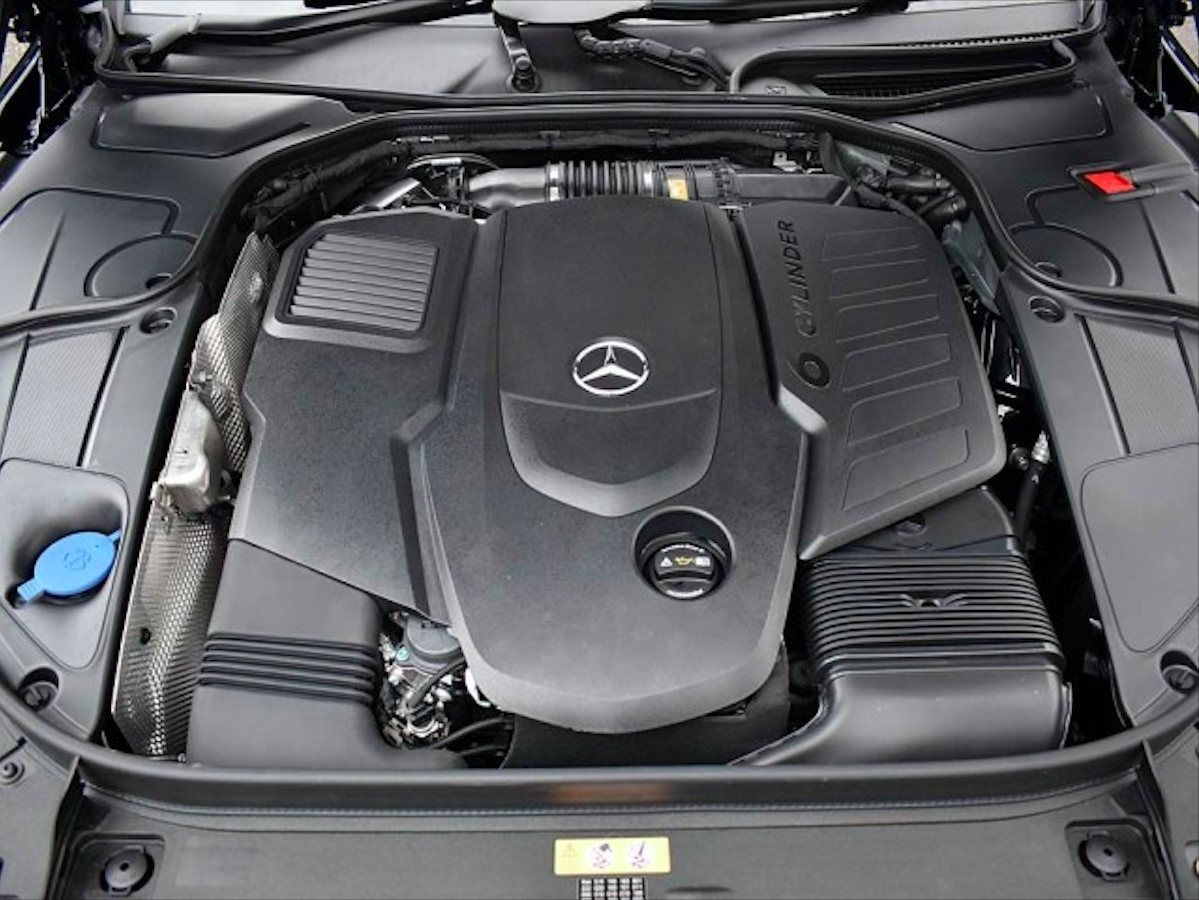
OM656

OM656は、メルセデス・ベンツの直列6気筒ディーゼルエンジンの系列であり、OM642系列の後継である。

## 概要
直列6気筒ガソリンエンジンの系列であるM256と基本設計を共有する、モジュラーコンセプトを採用している。シリンダーピッチを90mm、シリンダー間の厚みを8mmとして、全長をコンパクトにまとめたことで、様々なモデルに搭載することを可能にした。シリンダーブロックは、軽量化のためにアルミニウム製となっている一方、ピストンはスチール製となる。この熱膨張率の異なる素材を採用することで、40%以上摩擦を低減した。また、シリンダーウォールには、スチールカーボン材を溶射コーティングする「NANOSLIDE（ナノスライド）」を施している。
ターボは、2ステージターボチャージャーを使用。小さいタービンにはさらに可変タービンジオメトリーを採用することで、低回転域から高回転域まで、全域でトルクフルな加速を可能にした。 また、冷却された高圧系と低圧系を組み合わせた「マルチウェイ排出ガス再循環（EGR）」を搭載し、燃焼の最適化を図り、後処理を行う前の段階でNOxを低減することが可能になった。 加えて、排気側にのみ可変バルブリフトシステム「CAMTRONIC（カムトロニック）」を採用。冷間時の吸気工程中に排気の一部を燃焼室に戻すことで、排出ガスの浄化に寄与する。
ターボチャージャーから出た排出ガスは、まず酸化触媒へ送られたあと、AdBlueが添加される。下流のsDPF（DPF with SCR Coating:選択触媒還元法コーティング付粒子状物質除去フィルター）で粒子状物質の捕集と窒素酸化物の低減を行ったあと、最終的にSCR触媒でさらに窒素酸化物の処理を行う。
2018年9月、Sクラス（W222）からOM656が導入された。
2023年9月、GLE（W/C167）から、進化版であるOM656Mが導入された。最高出力・最大トルクともに増強されたほか、48Vのマイルドハイブリッドシステム「ISG」が搭載され、直列4気筒ディーゼルエンジンの系列であるOM654Mと同様に電動化がなされた。

## バリエーション
| エンジン型式 | 総排気量 cc | ボア×ストローク mm | 最高出力 kW(PS)/rpm     | 最大トルク Nm(kgm)/rpm   | 搭載モデル                               | 販売期間             |
| ------------ | ----------- | ------------------ | ----------------------- | ------------------------ | ---------------------------------------- | -------------------- |
| OM656        | 2,925       | 82.0×92.3          | 250 (340)/ 3,600～4,400 | 700 (71.4)/ 1,200～3,200 | S 400 d (W/V222) S 400 d 4MATIC (W/V222) | 2018年9月-2021年1月  |
| OM656        | 2,925       | 82.0×92.3          | 243 (330)/ 3,600〜4,200 | 700 (71.4)/ 1,200～3,200 | GLE 400 d 4MATIC スポーツ (W/C167)       | 2019年6月-2023年9月  |
| OM656        | 2,925       | 82.0×92.3          | 243 (330)/ 3,600〜4,200 | 700 (71.4)/ 1,200～3,200 | GLS 400 d 4MATIC (X167)                  | 2020年3月-2023年12月 |
| OM656        | 2,925       | 82.0×92.3          | 243 (330)/ 3,600〜4,200 | 700 (71.4)/ 1,200～3,200 | G 400 d (W463A)                          | 2021年5月-2024年6月  |
| OM656        | 2,925       | 82.0×92.3          | 243 (330)/ 3,600〜4,200 | 700 (71.4)/ 1,200～3,200 | S 400 d 4MATIC (W/V223)                  | 2021年1月-2023年9月  |
| OM656        | 2,925       | 82.0×92.3          | 210 (286)/ 3,400～4,600 | 600 (61.2)/ 1,200～3,200 | G 350 d (W463A)                          | 2019年4月-2022年7月  |
| OM656M       | 2,988       | 82.0x94.3          | 270 (367)/ 4,000        | 750 (76.5)/ 1,350～2,800 | GLE 450 d 4MATIC スポーツ (W/C167)       | 2023年9月-           |
| OM656M       | 2,988       | 82.0x94.3          | 270 (367)/ 4,000        | 750 (76.5)/ 1,350～2,800 | GLE 450 d 4MATIC スポーツ コア (W/C167)  | 2025年6月-           |
| OM656M       | 2,988       | 82.0x94.3          | 270 (367)/ 4,000        | 750 (76.5)/ 1,350～2,800 | GLS 450 d 4MATIC (X167)                  | 2023年12月-          |
| OM656M       | 2,988       | 82.0x94.3          | 270 (367)/ 4,000        | 750 (76.5)/ 1,350～2,800 | G 450 d (W465)                           | 2024年7月-           |
| OM656M       | 2,988       | 82.0x94.3          | 270 (367)/ 4,000        | 750 (76.5)/ 1,350～2,800 | S 450 d 4MATIC (W223)                    | 2023年10月-          |